# Guyanaträdklättrare
Guyanaträdklättrare (Xiphorhynchus pardalotus) är en fågel i familjen ugnsfåglar inom ordningen tättingar.

## Utbredning och systematik
Guyanaträdklättrare delas in i två underarter:
- X. p. pardalotus – förekommer i nordöstra Amazonområdet norr om Amazonfloden (Guyana och norra Brasilien)
- X. p. caurensis – förekommer på platåberg från sydöstra Venezuela och närliggande norra Brasilien till västra Guyana

## Status
Arten har ett stort utbredningsområde och beståndet anses vara stabilt. Internationella naturvårdsunionen IUCN listar den därför som livskraftig (LC).